# Bragança Katalin angol királyné
Bragança Katalin (Vila Viçosa, 1638. november 25. – Lisszabon, 1705. december 31.), teljes nevén Bragança Katalin Henrietta, portugálul: Catarina Henriqueta de Bragança, angolul: Catherine Henrietta of Braganza, portugál infánsnő, a Habsburg-uralom után helyreállított Bragança-házból való első portugál király, IV. János leánya, 1662–1685 között II. Károly angol király felesége, Anglia, Skócia és Írország királynéja. Özvegyként II. Jakab uralkodása alatt még Angliában maradt, majd 1692-ben hazatért. Uralkodó öccsének, II. Péter portugál királynak távollétében 1701-ben és 1704–05 között régensként irányította Portugáliát.

## Élete
Bragança Katalin IV. János portugál király és Medina-Sidoniai Lujza második leányaként született. A portugál hercegnőt, egy előnyös diplomáciai szövetség révén, 1662-ben vette feleségül II. Károly angol király. Hozományában volt a marokkói Tanger, valamint azok az indiai szigetek is, amelyeken a mai Mumbai elterül, valamint 
Katalin kezdetben sem a nép, sem az udvar körében nem aratott sikert. Beilleszkedését és befogadását nehezítette a protestáns Angliában, hogy katolikus volt, és nem beszélt angolul. Nem tetszett Károlynak sem, emiatt hónapokon át nem hálták el házasságukat. Eközben a király szeretőinél keresett vigaszt. Az uralkodónak sok ágyasa volt, akiktől tizenöt törvénytelen gyermeke született, ám ők nem örökölhették a koronát.
Később a királyi pár "összemelegedett", Katalin háromszor is teherbe esett, de minden alkalommal elvetélt. Később már nem lett állapotos, így nem tudott fiúörököst adni Károlynak. A király ennek ellenére nem vált el tőle és nem is nősült újra: nem akarta a hűtlenkedései felett szemet hunyó, szerény és jólelkű Katalint megszégyeníteni azzal, hogy hazaküldi Portugáliába. Huszonhárom évig éltek együtt. Károly 54 évesen, egy hirtelen jött betegség következtében hunyt el 1685-ben.
A király legközelebbi vérrokonára, öccsére, Jakabra hagyta a koronát. Katalin 1692-ben visszaköltözött szülőhazájába, és özvegyként halt meg 1705-ben Lisszabonban.

## Érdekesség
- A legenda szerint Bragança Katalin honosította meg a teázás kultúráját Angliában.[4]